# شركة الاتصالات الرومانية

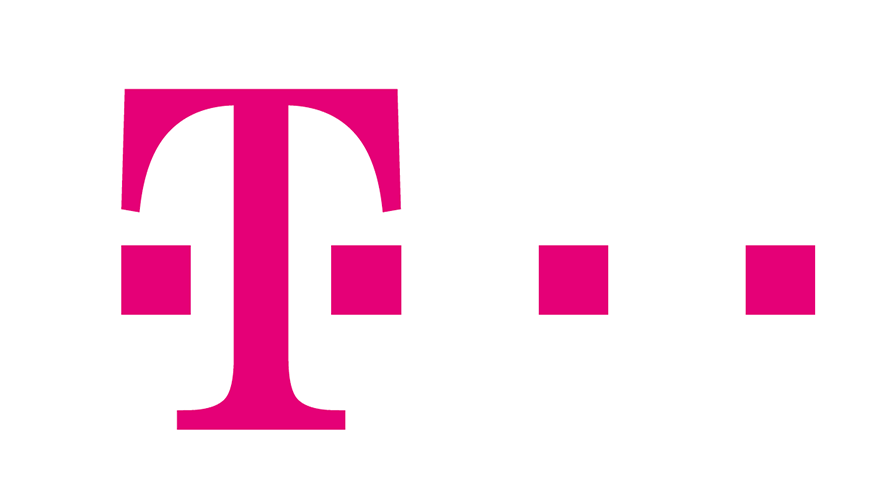

شركة الاتصالات الرومانية هي إحدى شركات الاتصالات الأرضية في رومانيا وبدأت الشركة بتزويد هذه الخدمة للسكان عام 1989م, وبلغ عدد المشتركين حوالي المليون بنهاية عام 2010م، وصاحب الشركة هو رجل الأعمال اليوناني الشهير يورغوس منذ العام 2007.